# Ronnbergia columbiana
Ronnbergia columbiana là một loài thực vật có hoa trong họ Bromeliaceae. Loài này được E.Morren miêu tả khoa học đầu tiên năm 1885.